# 4763 Ride
4763 Ride este un asteroid din centura principală, descoperit pe 22 ianuarie 1983 de Edward Bowell.